# V347 Возничего
V347 Возничего (лат. V347 Aurigae) — одиночная переменная звезда в созвездии Возничего на расстоянии приблизительно 682 световых лет (около 209 парсеков) от Солнца. Видимая звёздная величина звезды — от +16m до +13,1m.

## Характеристики
V347 Возничего — красный карлик, эруптивная орионова переменная звезда (INT) спектрального класса M2Ve или M1-M3. Радиус — около 0,79 солнечного, светимость — около 0,172 солнечной. Эффективная температура — около 3233 K.